# スノーボード指導員
スノーボード指導員（スノーボードしどういん）とは、公益財団法人全日本スキー連盟(SAJ)が公認する資格のひとつで、公認スノーボード指導員と公認スノーボード準指導員の2つの資格がある。

## 受検資格
スノーボード指導員になるには、一般には公認スノーボード準指導員資格から受検することになる。受検するには、受検年度のSAJ会員登録および受検年度の4月1日現在18歳以上で前年度にSAJスノーボードバッジテスト(級別テストとも言う)1級を取得しなければならない。
また、公認スノーボード準指導員については受検日までにスノーボード指導者養成講習会に出席し、修了しなければならない。
以前制定していた認定スノーボード指導員は、2013年夏に規約規程改正によりSAJから各都道府県スキー連盟の資格に移行された。ただし、上述の制定されていた期間に資格を取得し登録を継続すると資格は保持される。

## 公認スノーボード準指導員検定
検定は実技と理論があり、実技検定は6種目で1種目につき75ポイント以上で4種目以上が合格点であり、合計ポイントが450ポイント以上でなければならない。理論検定は100点中60点以上で合格である。実技検定・理論検定の両方が合格点に達していないと合格にならない。
実技検定種目
- ミドルターン
- ショートターン
- フリーラン
- デモンストレーション滑走（SAJバッジテスト2級ミドルターン種目が合格となる滑走）
- スイングtoスイング
- トラバース～ジャンプ

検定開催は全日本スキー連盟(SAJ)の下部団体である各都道府県スキー連盟が開催する。(開催していない都府県もある。)
受検は1年に1回しか受検できない。
前述の取得方法以外に資格推薦制度があり、日本スノーボード協会(JSBA)公認B級インストラクターと日本職業教師協会(SIA)スノーボードレベルII資格のいずれかを所持していると、所属するクラブより加盟する都道府県スキー連盟経由で推薦書を提出すると特別合格とされ資格を取得できる。この場合は検定受検が免除となる。

## 公認スノーボード指導員検定
公認スノーボード指導員資格を取得するには公認スノーボード準指導員資格を取得して丸2年経過している者、受検年度の4月1日現在、21歳以上になっていること、受検日までにスノーボード指導者養成講習会に出席し、修了しなければならない。
2013年度までは公認スキー指導員の資格を所持している者は受検が可能だった。
実技検定種目
- フリーラン（緩斜面）
- フリーラン（中急斜面）
- フリーラン（急斜面）
- デモンストレーション滑走（SAJバッジテスト1級ミドルターン種目が合格となる滑走）
- デモンストレーション滑走（SAJバッジテスト1級ショートターン種目が合格となる滑走）
- トラバーススピン

オリンピック出場者と一部の公益財団法人全日本スキー連盟(SAJ)の行うスノーボード競技会で上位成績を複数回収めた者は、推薦制度があり、所属するクラブより加盟する都道府県スキー連盟経由で推薦書を提出し、全日本スキー連盟(SAJ)理事会において承認されると、前述の事項にかかわらず受検できる。
公認スノーボード指導員も検定は実技検定と理論検定があり、実技検定は6種目で1種目につき80ポイント以上で5種目以上が合格点であり、合計ポイントが480ポイント以上でなければならない。理論検定は100点中60点以上が合格となっている。実技検定・理論検定の両方が合格点に達していないと合格にならない。
検定開催は全日本スキー連盟(SAJ)が開催する。
公認スノーボード指導員も1年に1回しか受検できない。
公認スノーボード指導員も同じく他団体の資格所持者の特別推薦制度がある。日本スノーボード協会(JSBA)公認A級インストラクターの資格所持者は、所属するクラブより加盟する都道府県スキー連盟経由で特別推薦書を提出すると、資格を取得できる。この場合も検定受検が免除となる。
公認スノーボード指導員資格を取得すると2年に1度行われるSAJデモンストレーター選考会に出場することができる。但し同会期で開催される全日本スノーボード技術選手権大会に出場しなければならない。

## その他
以前は、公認スキー指導員、公認スキー準指導員資格で受検できていた。また、公認スノーボード指導員資格を取得して丸2年経過すると、公認スキー指導員の受検ができた。
公認スノーボード検定員は2021年9月に資格制度が制定された。
2024年7月末日までは、現行制度と新制度への移行期間が設けられる。
現行制度においては、バッジテストの検定は公認スノーボード指導者が検定を行うことができる。(主任検定員は公認スノーボード指導員、検定員は公認スノーボード指導員または、公認スノーボード準指導員が行い、検定員は2名以上となっている。)
公認スノーボード準指導員検定は、SAJ教育本部スノーボード専門委員またはSAJ教育本部スノーボード技術員を1名以上検定員として含めなければならない。(検定員は3名)
これらの検定開催にあたり、主任検定員、検定員は、加盟する都道府県連スキー連盟が理事会等で承認して委嘱する。
検定員は開催する都道府県連所属のスノーボード専門委員およびスノーボード技術員が検定員を行うことが多い。
公認スノーボード指導員検定会では検定員はSAJ教育本部スノーボード専門委員、SAJ教育本部スノーボード技術員が検定を行う。(検定員は3名以上)
主任検定員、検定員は全日本スキー連盟(SAJ)の理事会で承認され委嘱される。
新制度でのバッジテスト検定は、公認スノーボードB級検定員が主任検定員を行い、公認スノーボードC級検定員が検定を行うことが可能である。(検定員は2名以上で行う。)
また、公認スノーボード準指導員検定は、公認スノーボードA級検定員が主任検定員を行い、公認スノーボードB級検定員が検定を3名で行う。
公認スノーボード指導員検定は、SAJ教育本部が決定した公認スノーボードA級検定員3名で行う。
公認スノーボード指導者規程
公認スノーボード指導者検定規程
公認スノーボード指導者検定基準及び実施要領